# テキサス (原子力潜水艦)
|           |                                                   |
| 艦歴      |                                                   |
| 発注      | 1999年9月30日                                     |
| 起工      | 2003年7月12日                                     |
| 進水      | 2006年4月9日                                      |
| 就役      | 2006年9月9日                                      |
| その後    |                                                   |
| 性能諸元  |                                                   |
| 排水量    | 7,800 t                                           |
| 全長      | 114.9 m (377 ft)                                  |
| 全幅      | 10.3 m (34 ft)                                    |
| 吃水      |                                                   |
| 機関      | S9G 原子炉                                        |
| 最大速    | 水上：25ノット (46 km/h) 水中：32ノット (59 km/h) |
| 潜行深度  | 800 ft (250 m)                                    |
| 乗員      | 士官、兵員113名                                   |
| 兵装      | VLS 12基 21インチ魚雷発射管 4基                   |
| モットー: | Don't Mess with Texas                             |

テキサス (USS Texas, SSN-775) は、アメリカ海軍の攻撃型原子力潜水艦。バージニア級原子力潜水艦の2番艦。艦名はテキサス州に因む。その名を持つ艦としてはバージニア級原子力ミサイル巡洋艦2番艦(CGN-39)以来4隻目。

## 艦歴
テキサスは2002年7月12日にバージニア州ニューポートニューズのノースロップ・グラマン・ニューポート・ニューズ造船所で起工する。2004年7月31日にローラ・ブッシュによって命名、進水する。
テキサスはジョン・リサーランド艦長の指揮下2006年9月4日にガルベストン湾に到着し、エリッサ（テキサス州の公式大型帆船）によって湾へ導かれた。
テキサスはテキサス州ガルベストンで2006年9月9日に就役し、大西洋艦隊に合流した。
2009年11月23日、大西洋艦隊から太平洋艦隊へ編入。パナマ運河を回航し、ハワイ州真珠湾へ到着。

太平洋艦隊編入後、定期的に第7艦隊基地である横須賀基地への寄港もある。